# Stockton (Worfield)
Stockton é uma vila e paróquia civil a 17 mi (27 km) a sudeste de Shrewsbury, no distrito de Shropshire, no condado de Shropshire, Inglaterra. A paróquia inclui a aldeia de Norton e a aldeia de Higford. Em 2011, a paróquia contava com 331 habitantes. Faz fronteira com Astley Abbotts, Badger, Barrow, Beckbury, Broseley, Sutton Maddock e Worfield.

## Pontos de interesse
Existem 20 edifícios listados em Stockton. Stockton tem uma igreja dedicada a São Chad.

## História
O nome "Stockton" provavelmente significa 'assentamento associado a um assentamento periférico'. Stockton foi registada no Domesday Book como Stochetone.